# Péntek János
Péntek János (Körösfő, 1941. július 7. –) Széchenyi-díjas nyelvész, néprajzkutató, egyetemi tanár, a Magyar Tudományos Akadémia külső tagja, szakterülete a nyelvtudomány és néprajztudomány; a szociolingvisztika, a dialektológia, a népnyelv és népi kultúra viszonya.

## Életútja
1959-ben érettségizett a nagyváradi 4-es számú középiskolában, 1964-ben a magyar nyelv és irodalom szakon végzett a kolozsvári Babeş–Bolyai Tudományegyetem bölcsészkarán, 1964-től oktató az egyetem Magyar Nyelvtudományi Tanszékén, 1976-ban a filológiai tudományok doktora lett. 1990–2007 közt tanszékvezető egyetemi tanár. Nyugdíjazása után (2007) külső óraadóként oktatott 2019-ig. 2004-től külső tagja a Magyar Tudományos Akadémiának, 2007–2014 közt első (alapító) elnöke az MTA Kolozsvári Területi Bizottságának.

## Egyetemi oktatói munkája
Oktatóként általános nyelvészetet, etnológiát és magyar néprajzot, szociolingvisztikát, valamint magyar dialektológiát oktatott. 1989 után részt vett a romániai magyar felsőoktatás kiépítésében, vezetője volt előbb az egységes Magyar Filológiai Tanszéknek (1990–1994), a Magyar Nyelv és Kultúra Tanszékének (1995–2002), majd a Magyar és Általános Nyelvészeti Tanszéknek (2003–2007). Tanszékvezetőként:
- 1990-től fokozatosan újjászervezte a magyarságtudományi képzést szolgáló tanszékeket.
- 1990-ben 40 éves szünet után újraindította a néprajz szakos egyetemi képzést.
- A doktori képzés keretében magyar nyelvészetből és magyar néprajzból 36 doktori disszertáció szakmai irányítója volt, ezek többsége nyomtatásban is megjelent.
- 1996-tól posztgraduális magiszteri képzést szervezett.
- 2002-ben hungarológiai doktori iskolát szervezett és akkreditáltatott (Hungarológiai Stúdiumok).
- 2002-ben megszervezte az MTA erdélyi nyelvészeti kutatóállomását (ma: Szabó T. Attila Nyelvészeti Intézet[1]), és folyamatosan részt vesz a Kárpát-medencei külső régiók nyelvészeti kutatóhálózatának a szervezésében és szakmai munkájában.

## Szakmai-közéleti tevékenysége
- Alapító tagja (1993), később (1997-től) elnöke az Anyanyelvápolók Erdélyi Szövetségének (AESZ)[2], szakmai igazgatója a Szabó T. Attila Nyelvészeti Intézetnek
- Alapítója (1993) és kuratóriumi elnöke (1998) az Erdélyi Tankönyvtanácsnak[3]
- Kezdeményezője és elnöke a Nyilas Misi Tehetségtámogató Programnak (2003-tól)[4]
- Alapító elnöke (2007), majd alelnöke (2014–2020) a Kolozsvári Akadémiai Bizottságnak[5]

## Kutatási terület

### 1989 előtt
- 1964-től: etnolingvisztikai és magyar dialektológiai kutatások
- 1967-től: kontaktológiai kutatások a román–magyar nyelvi kapcsolatok tekintetében
- 1970: etnobotanikai, botanikai terminológiai kutatások

### 1989 után
- Kétnyelvűség a Kárpát-medencében (az erdélyi regionális kutatások Szilágyi N. Sándorral)
- Nyelvi tervezéssel kapcsolatos kutatások és ezzel kapcsolatos szakmai feladatokban való részvétel (Szabó T. Attila Nyelvi Intézet)
- Az oktatási nyelvvel kapcsolatos kutatások; a romániai magyar nyelvű oktatás intézményeinek működése

## Díjak
- 1995: Lőrincze Lajos-díj (Anyanyelvápolók Szövetsége)
- 1999: Széchenyi Professzori Ösztöndíj
- 2002: Kriterion-koszorú (Kriterion Alapítvány)
- 2005: Kemény Zsigmond-díj (Pro Renovanda Cultura Hungariae Alapítvány)
- 2007: 
  - Az MTA Arany János-életműdíja
  - Implom József-díj (Magyar Nyelvtudományi Társaság)
  - Körösfő díszpolgára
- 2010: A Magyar Köztársasági Érdemrend középkeresztje
- 2011: A Debreceni Egyetem díszdoktora: Doctor Honoris Causa
- 2012: Bethlen Gábor-díj (Bethlen Gábor Alapítvány)
- 2014: 
  - Magyar Nyelvőr Díj (Magyar Nyelvőr Alapítvány)
  - Székelyföld-díj (a Székelyföld kulturális folyóirat díja)
- 2015: Petri Mór-díj (EME szilágysági fiókszervezete)
- 2019: Akadémiai Díj
- 2020: 
  - A Tudományok Erdélyi Mestere (MTA-KAB)
  - Arany Kazinczy-díj (Kazinczy-díj Alapítvány)
- 2022:
  - Teleki József-díj (Gróf Mikó Imre Alapítvány)
  - EMKE Életműdíj (Erdélyi Közművelődési Egyesület)
- 2023:
  - Széchenyi-díj

## Szervezeti tagságok, tisztségek
- 1992: Az Anyanyelvápolók Erdélyi Szövetsége alapító tagja, tiszteletbeli elnöke, 1998-tól elnöke
- 1993: Az Erdélyi Tankönyvtanács alapítója, 1998-tól kuratóriumi elnöke
- 1996–2006: A Nemzetközi Magyar Filológiai Társaság alelnöke
- 1996–2015: Az Anyanyelvi Konferencia elnökségi tagja, majd erdélyi társelnöke.
- 2001: Az MTA erdélyi Szabó T. Attila Nyelvi Intézetének alapítója és szakmai vezetője
- 2002–2017: Az MTA Magyar Tudományosság Külföldön Elnöki Bizottságának  meghívott, majd rendes tagja
- 2004: A Magyar Tudományos Akadémia külső tagja
- 2004: A Nyilas Misi Tehetségtámogató Egyesület alapító tagja és elnöke
- 2004–2019: A Sapientia Kutatási Programok Intézete Tudományos Tanácsának tagja
- 2004–2017: az MTA Anyanyelvünk Európában Elnöki Bizottság tagja
- 2005–2010: a Bolyai Társaság alelnöke
- 2006–2022: Az Erdélyi Múzeum-Egyesület alelnöke.
- 2007–2014: A Magyar Tudományos Akadémia Kolozsvári Akadémiai  Bizottságának alapító elnöke, 2014–2020 között alelnöke
- 2008–2015: A Nyelv- és Irodalomtudományi Közlemények főszerkesztő-helyettese
- 2014–2018: a Magyar Nyelvstratégiai Intézet Tudományos Tanácsadó Testületének tagja
- 2015: Erdély Öröksége Alapítvány kuratóriumi tagja
- 2017: Az MTA Magyar Nyelv a Tudományban Elnöki Bizottság tagja
- 2017: A Szabó T. Attila (Ösztön)Díj kuratóriumi elnöke

## Fontosabb munkái
- Szabó Attila–Péntek János: Ezerjófű. Etnobotanikai útmutató. Kriterion, Bukarest, 1976.
- Márton Gyula–Péntek János–Vöő István: A magyar nyelvjárások román kölcsönszavai. Kriterion, Bukarest, 1977.
- A kalotaszegi népi hímzés és szókincse. Kriterion, Bukarest, 1979.
- Kuszálik Piroska–Péntek János: A magyar nyelv tanítása az 5-8. osztályban. Editura Didactica si Pedagogica, Bucureşti, 1982.
- Péntek János–Szabó Attila: Ember és növényvilág. Kalotaszeg növényzete és népi növényismerete. Kriterion, Bukarest, 1985.
- Teremtő nyelvrészlet. Kriterion, Bucureşti, 1988.
- Nagy L. János–Péntek János: A kreatív nyelvhasználat és az iskola. Nemzeti Tankönyvkiadó, Bp., 2000.
- A nyelv ritkuló légköre. Szociolingvisztikai dolgozatok. Komp-Press, Kolozsvár, 2001.
- Népi nevek, népi hagyományok. Mentor, Marosvásárhely, 2003.
- Péntek János–Benő Attila: Nyelvi kapcsolatok, nyelvi dominanciák az erdélyi régióban. A Szabó T. Attila Nyelvi Intézet Kiadványai 1. Anyanyelvápolók Erdélyi Szövetsége, Kolozsvár, 2003.
- Anyanyelv és oktatás. (Bibliotheca Transsylvanica). Pallas-Akadémia, Csíkszereda, 2004.
- Oktatás: nyelvek határán. Közelkép és helyzetkép a romániai magyar oktatásról. Szerk. Bálint Emese–Péntek János. A Szabó T. Attila Nyelvi Intézet Kiadványai 5. Kolozsvár, 2009.
- Nyelv és oktatás kisebbségben. Kárpát-medencei körkép. Szerk. Bartha Csilla– Nádor Orsolya–Péntek János. Tinta, Budapest, 2011.
- A Termini Magyar Nyelvi Kutatóhálózat tíz éve. Tanulmányok, beszámolók, kutatási programok. Szerk. Benő Attila–Péntek János; Gamma Nyelvi Iroda–Szabó T. Attila Nyelvi Intézet, Dunaszerdahely–Kolozsvár, 2011.
- Változó korunk – változó nyelvünk. Esszék, reflexiók, alkalmi szövegek. (Ariadné könyvek). Korunk–Komp-Press, Kolozsvár, 2011.
- Magyar nyelv- és nyelvjárásszigetek Romániában. (Székfoglalók a Magyar Tudományos Akadémián). MTA, Budapest, 2013.
- Történések a nyelvben a keleti végeken I-II. Erdélyi Múzeum-Egyesület, Kolozsvár, 2015-2016.
- Emlékkönyv Márton Gyula születésének centenáriumára. Szerk. Péntek János–Czégényi Dóra. Erdélyi Múzeum-Egyesület, Kolozsvár, 2016.
- A moldvai magyar tájnyelv szótára / Dicționarul graiului maghiar din Moldova / Dictionary of the Hungarian Dialect from Moldova I-II. Erdélyi Múzeum-Egyesület Kiadója, Kolozsvár, 2017-2019.
- Péntek János–Benő Attila: A magyar nyelv Romániában (Erdélyben). Szerk. Kontra Miklós. Erdélyi Múzeum-Egyesület & Gondolat Kiadó. Kolozsvár–Budapest. 2020.
- Kalotaszegi tájszótár. Anyanyelvápolók Erdélyi Szövetsége, Sepsiszentgyörgy, 2021.
- A Magyar Tudományos Akadémia Erdélyben: A Kolozsvári Területi Bizottság megszervezése és működésének első időszaka. Ábel Kiadó, Kolozsvár, 2022.
- Otthonosság, hagyomány és identitás a nyelvjárásokban. Ábel Kiadó, Kolozsvár, 2024.